# Lamas (Gattung)
Lamas (Lama) sind eine Säugetiergattung, zu der neben dem Lama auch die wildlebende Art Guanako gehört. Zusammen mit der Gattung Vicugna, zu der das Alpaka und die  wildlebende Art Vikunja gehört, bilden sie die Gattungsgruppe der Neuweltkamele (Lamini) innerhalb der Familie der Kamele (Camelidae).
Neuweltkamele unterscheiden sich äußerlich von den Altweltkamelen durch das Fehlen eines Höckers und die geringere Größe. Die Tiere der Gattung Lama erreichen eine Kopf-Rumpf-Länge von 120 bis 220 Zentimetern und ein Gewicht von 55 bis 150 Kilogramm. Lamas kommen natürlicherweise nur in Südamerika vor.
Traditionell wird die Gattung der Lamas in zwei Arten aufgeteilt:
- Guanako (Lama guanicoe)
- Lama (Lama glama)

Das Guanako ist dabei die wildlebende Art dieser Gattung, während das Lama die domestizierte Form ist, deren Haltung und Züchtung bereits vor 4000 bis 5000 Jahren begann. Zuvor galt das Alpaka als eine weitere Art, jedoch ist das nicht mehr der Fall, da DNA-Untersuchungen ergaben, dass es nicht vom Lama, sondern vom Vikunja abstammt. Da die vier Arten der Neuweltkamele uneingeschränkt untereinander kreuzbar sind und sich die Linien immer wieder vermischt haben, lassen sich die exakten Abstammungsverhältnisse wohl nur schwer ergründen. Die beiden domestizierten Formen werden oft als eigene Arten gefasst, was aber bei modernem Artbegriff fraglich ist.